# Symbole szachowe w Unikodzie

Symbole szachowe w Unikodzie; czcionki: DejaVu Sans; FreeSerif; Quivira; Pecita.

Symbole szachowe są częścią Unikodu. Zamiast używać obrazków, bierki szachowe można przedstawić za pomocą zestawu znaków zdefiniowanych w Unikodzie. Umożliwia to:
- użycie figurowej notacji algebraicznej, w której litery oznaczające daną bierkę zastępowane są odpowiednim symbolem, na przykład  ♘c6 zamiast Nc6. Takie rozwiązanie ułatwia zrozumienie notacji bez względu na język czytającego, ponieważ litery w notacji algebraicznej różnią się w zależności od danego języka.
- tworzenie symboli szachowych przy pomocy edytorów tekstu lub procesora tekstu, a nie edytora graficznego.

By poprawnie móc wyświetlać lub wydrukować te symbole, należy zainstalować jedną lub więcej czcionek z odpowiednim wsparciem Unikod zainstalowanym na komputerze, a dokument (strona internetowa, dokument tekstowy itp.) muszą korzystać z tych czcionek.
Unikod w wersji 12.0 przeznaczył cały blok znaków pod adresem 0x1FA00 by dodać kilka dodatkowych symboli szachowych. W standardzie znajdują się również wariacje znaków takie jak obrócone figury.

## Symbole Unikod i ich kodowanie w HTML
| Nazwa                   | Symbol | Unikod | HTML (dec.) | HTML (hex.) |
| ----------------------- | ------ | ------ | ----------- | ----------- |
| biały szachowy król     | ♔      | U+2654 | &#9812;     | &#x2654;    |
| biały szachowy hetman   | ♕      | U+2655 | &#9813;     | &#x2655;    |
| biała szachowa wieża    | ♖      | U+2656 | &#9814;     | &#x2656;    |
| biały szachowy goniec   | ♗      | U+2657 | &#9815;     | &#x2657;    |
| biały szachowy skoczek  | ♘      | U+2658 | &#9816;     | &#x2658;    |
| biały szachowy pionek   | ♙      | U+2659 | &#9817;     | &#x2659;    |
| czarny szachowy król    | ♚      | U+265A | &#9818;     | &#x265A;    |
| czarny szachowy hetman  | ♛      | U+265B | &#9819;     | &#x265B;    |
| czarna szachowa wieża   | ♜      | U+265C | &#9820;     | &#x265C;    |
| czarny szachowy goniec  | ♝      | U+265D | &#9821;     | &#x265D;    |
| czarny szachowy skoczek | ♞      | U+265E | &#9822;     | &#x265E;    |
| czarny szachowy pionek  | ♟      | U+265F | &#9823;     | &#x265F;    |

## Szachownica stworzona przy użyciu symboli szachowych
| 8 | ♜ | ♞ | ♝ | ♛ | ♚ | ♝ | ♞ | ♜ |
| 7 | ♟ | ♟ | ♟ | ♟ | ♟ | ♟ | ♟ | ♟ |
| 6 |   |   |   |   |   |   |   |   |
| 5 |   |   |   |   |   |   |   |   |
| 4 |   |   |   |   |   |   |   |   |
| 3 |   |   |   |   |   |   |   |   |
| 2 | ♙ | ♙ | ♙ | ♙ | ♙ | ♙ | ♙ | ♙ |
| 1 | ♖ | ♘ | ♗ | ♕ | ♔ | ♗ | ♘ | ♖ |
|   | a | b | c | d | e | f | g | h |